# Список найчисельніших мирних зібрань в історії
В цьому Списку найчисельніших мирних зібрань в історії представлені зібрання людей, які відвідала найбільша кількість людей.

## Понад 20 мільйонів
- Зо оцінками близько 30 мільйонів осіб зібралися для релігійного обмивання 10 лютого 2013 року під час святкування Кумбха-Мела в Аллахабаді (Індія)[1][2][3][4].
- Близько 30 мільйонів осіб відвідали усипальницю Хусейна Ібн Алі в Кербелі (Ірак) під час Арбаїн у грудні 2013 року[5][6][7][8][9].

## Більш ніж 10 мільйонів
- Близько 19 мільйонів осіб відвідали усипальницю Хусейна Ібн Алі в Кербелі (Ірак) під час Арбаїн у грудні 2014 року[10][11][12][13][14][14][15].
- Від 15 до 18 мільйонів осіб відвідали усипальницю Хусейна Ібн Алі в Кербелі під час Арбаїн в січні 2013 року[16][17][18][19].
- Від 15 до 18 мільйонів осіб відвідали усипальницю Хусейна Ібн Алі в Кербелі під час Арбаїн в січні 2012 року[20][21][22][23].
- Близько 15 мільйонів осіб відвідали усипальницю Хусейна Ібн Алі в Кербелі під час Арбаїн 2011 року[24]
- 2015 року близько 12 мільйонів осіб відвідали усипальницю сьомого шиїтського імама Муси ібн Джафара в місті Казімія (Ірак) щоб відзначити його мучеництво[25].
- Від 10 до 14 мільйонів осіб відвідали усипальницю Хусейна Ібн Алі в Кербелі (Ірак) під час Арбаїн 2010 року[26][27][28][29][30].
- Від 10 до 14 мільйонів осіб відвідали усипальницю Хусейна Ібн Алі в Кербелі під час Арбаїн 2009 року[31].
- Близько 15 мільйонів осіб відвідали похорони К. Н. Анндурая в Тамілнаду (Індія) 1969 року[32].
- Близько 15 мільйонів осіб відвідали похорони Аятолли Хомейні в Тегерані 1989 року[33].

## Більш як 5 мільйонів
- 18 січня 2015 року від 6 до 7 мільйонів осіб відвідали Заключне Євхаристичне Святкування в Манілі в заключний день державного візиту папи Франциска, що робить його найбільшим на сьогодні папським натовпом в історії[34][35][36].
- Понад 5,5 мільйонів осіб відвідали Назаренський парад напередодні візиту папи Франциска до Маніли 2015 року[37][38][39].
- Більш як 5 мільйонів осіб відвідали Всесвітній день молоді 1995 в Манілі, щоб побачити папу Івана Павла II[40].